# Le Prince travesti
Le Prince travesti ou l’Illustre Aventurier est une comédie romanesque en trois actes et en prose de Marivaux créée pour la première fois le 5 février 1724 par les Comédiens italiens à l’Hôtel de Bourgogne.
Le Prince travesti repose, comme d’autres pièces de Marivaux, sur un personnage travesti : Le prince de Léon se fait passer pour un aventurier (Lélio) afin d'explorer le monde, connaitre la nature humaine et éventuellement trouver sa future épouse. Cette pièce, dans laquelle Marivaux a prêté son esprit à tous les personnages, dont les plus favorisés sont Hortense, Lélio et Arlequin, connut dix-huit représentations, ce qui était alors un grand succès. Marivaux, presque à son début, avait déjà des ennemis et, comme on craignait une cabale, la pièce ne fut pas annoncée d’avance.

## Personnages
- La Princesse, souveraine de Barcelone.
- Hortense, princesse du sang.
- Le prince de Léon, sous le nom de Lélio.
- Le roi de Castille, sous le nom de son ambassadeur.
- Frédéric, ministre de la princesse.
- Arlequin, valet de Lélio.
- Lisette, maitresse d’Arlequin.
- Un garde.
- Femmes de la princesse.

## L’intrigue
Le Prince travesti ou l’Illustre Aventurier se passe à Barcelone à une époque incertaine. Les deux principaux personnages sont deux princes déguisés, courant les aventures. L’un d’eux a fait gagner une bataille à la princesse régnante qui s’est éprise de lui. Quand on vient la demander en mariage, c’est lui qu’elle charge de faire la réponse à l’ambassadeur. La princesse, n’osant se déclarer, charge de la commission une jeune parente, Hortense, qui se trouve agir pour son propre compte. Le dénouement est hâté aussi par une lettre compromettante qui s’égare en chemin : Arlequin est fort dévoué à son maître, mais il aime l’argent. Un traître veut l’engager, moyennant finance, à lui rapporter ce que dit son maître. Arlequin empoche l’argent, mais refuse d’espionner. On lâche sur lui une certaine Lisette qui lui promet de l’aimer s’il veut faire ce qu’on lui demande. Arlequin est fort perplexe, il se décide à aller trouver son maître et s’informe si ça ne le contrariera pas d’être espionné. C’est une finesse de son invention qui fait dévier la lettre d’Hortense de sa destination, mais ce dénouement n’a rien de tragique et s’opère à l’aide d’un double mariage ; seulement ce n’est pas celui que la princesse avait rêvé. « L’illustre aventurier » n’aurait pas mieux aimé que de lui donner son cœur ; par malheur, il en avait déjà disposé en chemin en faveur d’une jeune dame sauvée par lui des brigands, et près de laquelle il avait passé quelques jours. Elle était alors en puissance de mari, mais elle est devenue veuve, et c’est celle-là même que la princesse a chargée de ses intérêts de cœur. Hortense cherche à jouer son rôle en conscience, par honnêteté d’abord, puis par crainte de la princesse, qui est passablement violente et, de plus, souveraine absolue ; mais la situation est embarrassante, car elle aime Lélio sans se l’avouer clairement à elle-même. La princesse, pour l’éprouver, remet au valet de Lélio, Arlequin, une lettre qu’il devra donner à Hortense comme venant de son maître. Hortense répond par une lettre qu’elle charge Arlequin de remettre à Lélio, et qui revient à la princesse. D’abord furieuse, elle s’apaise et fait si bien qu’elle marie Hortense à Lélio – qui n’est autre que le roi d'Aragon. Elle-même se console de ce mariage en épousant le roi de Castille, qui s’était présenté à elle sous le nom de son ambassadeur afin d’étudier son caractère plus à l’aise.

## Source
- Jean Fleury, Marivaux et le marivaudage, Paris, Plon, 1881, p. 70-2